# ミジェル・ボラーニョス
ミジェル・アレハンドロ・ボラーニョス・レアスコス（スペイン語: Miller Alejandro Bolaños Reascos、1990年6月1日 - ）は、エクアドルのサッカー選手。エクアドル代表。ポジションはMFまたはFW。

## クラブ歴
2006年にバルセロナSCで選手となった。
2009年にLDUキトに移籍。8月29日の試合で彼が決めたゴールはLDUキトの2500ゴール目となった。コパ・スダメリカーナ2009やレコパ・スダメリカーナ2009、レコパ・スダメリカーナ2010を制したLDUキトの黄金時代で中心的な役割を担った。
2012年1月11日にメジャーリーグサッカーのクラブ・デポルティボ・チーヴァス・USAにオスワルド・ミンダとともに移籍。7月18日にライアン・スミスのパスをゴールに流し込んでメジャーリーグサッカー初得点を決めた。彼は期限付き移籍であったので期間満了後にLDUキトに復帰した。
2013年夏にCSエメレクに期限付き移籍。彼自身は僅か5試合の出場であったが、クラブは2013年のセリエAを制したためタイトルを獲得した。2014シーズンも同クラブに所属、リーグを制した他、コパ・スダメリカーナ2014で5得点をあげ得点王に輝いた。エメレクではデニス・ストラックアルルシとのコンビネーションで活躍し、エメレクのファンはこの二人のコンビを「ストラック＝ボル」と呼んだ（ボロネーゼのパスタをスパグ＝ボルと呼ぶ事に肖った）。
2016年2月7日にカンピオナート・ブラジレイロ・セリエAのグレミオFBPAに移籍。2017年にクラブ・ティフアナに期限付き移籍。

## 代表歴
U-17代表として2007 南米U-17選手権に出場した。
2015年3月28日に行われたメキシコ代表戦でA代表初出場。その3日後のアルゼンチン代表戦で代表初得点。
その後コパ・アメリカ2015でA代表の国際大会に初出場となったが、開幕戦のチリ代表戦ではアルトゥーロ・ビダルを倒してしまいこのファールから失点という出だしであった。次節のボリビア代表戦ではペナルティエリア外から得点を叩きこんだ。第3戦のメキシコ代表戦で彼の得点とエネル・バレンシアの得点で何とか勝利したが、1勝2敗であった。
コパ・アメリカ・センテナリオにも出場した。

## 家族
兄のアレックス・ボラーニョスもエクアドル代表のサッカー選手。

## 個人成績
2018年4月18日現在
代表での得点一覧
| No | 日附           | 場所                                                                   | 対戦相手     | 得点 | 結果 | 大会                              |
| -- | -------------- | ---------------------------------------------------------------------- | ------------ | ---- | ---- | --------------------------------- |
| 1. | 2015年4月1日   | ニュージャージー州イーストラザフォード・メットライフ・スタジアム       | アルゼンチン | 1–1  | 1–2  | 親善試合                          |
| 2. | 2015年6月6日   | グアヤキル・エスタディオ・ゲオルゲ・カプウェル                         | パナマ       | 1–0  | 4–0  | 親善試合                          |
| 3. | 2015年6月15日  | バルパライソ・エスタディオ・エリアス・フィゲロア・ブランデル           | ボリビア     | 2–3  | 2–3  | コパ・アメリカ2015                |
| 4. | 2015年6月19日  | ランカグア・エスタディオ・エル・テニエンテ                             | メキシコ     | 1–0  | 2–1  | コパ・アメリカ2015                |
| 5. | 2015年9月8日   | キト・エスタディオ・オリンピコ・アタウアルパ                           | ホンジュラス | 2–0  | 2–0  | 親善試合                          |
| 6. | 2015年10月13日 | キト・エスタディオ・オリンピコ・アタウアルパ                           | ボリビア     | 1–0  | 2–0  | 2018 FIFAワールドカップ・南米予選 |
| 7. | 2016年6月8日   | アリゾナ州グレンデール・ユニバーシティ・オブ・フェニックス・スタジアム | ペルー       | 2–2  | 2–2  | コパ・アメリカ・センテナリオ      |
| 8. | 2016年11月15日 | キト・エスタディオ・オリンピコ・アタウアルパ                           | ベネズエラ   | 2–0  | 3–0  | 2018 FIFAワールドカップ・南米予選 |

| エクアドル代表 | エクアドル代表 | エクアドル代表 |
| 年             | 出場           | 得点           |
| -------------- | -------------- | -------------- |
| 2015           | 12             | 6              |
| 2016           | 7              | 2              |
| 2017           | 1              | 0              |
| 2018           | 5              | 0              |
| 計             | 25             | 8              |

## タイトル

### クラブ
LDUキト
- セリエA: 2010
- コパ・スダメリカーナ: 2009
- レコパ・スダメリカーナ: 2009, 2010

エメレク
- セリエA: 2013, 2014, 2015

グレミオ
- コパ・ド・ブラジル: 2016
- コパ・リベルタドーレス: 2017

### 個人
- セリエA最優秀選手賞: 2014, 2015
- セリエA得点王: 2015
- セリエAアシスト王: 2015
- コパ・スダメリカーナ得点王: 2014, 2015